# MC Lan
Caio Alexandre Cruz (Diamantina, 25 de fevereiro de 1994), mais conhecido pelo nome artístico MC Lan, é um cantor e compositor brasileiro de funk paulista.

## Biografia
Caio nasceu em Diamantina, mas mudou-se para a cidade de São Paulo junto com a sua família durante a sua infância. Influenciado por estilos como rock, blues e rap, Caio ingressou como locutor de uma rádio durante sua adolescência e poucos anos depois, teve a oportunidade de abrir um show do grupo de rap 509-E, composto por Afro-X e Dexter, no entanto, a performance não foi bem-sucedida. Afastado da música por um tempo, Caio foi preso em 2015 e ficou em cárcere por cerca de um ano e meio, e após sair da prisão, foi morar na rua.
No início de 2016, Caio decidiu dar prosseguimento a carreira de cantor e após um contato com a dona de uma lan house do bairro Jardim Silvina, localizado em São Bernardo do Campo, conseguiu um contrato para gravar a sua primeira música e deu início com o nome artístico Lan. Sua primeira música de sucesso lançada foi "Cala Boca e me Mama", em meados de 2016. Em poucos meses, Lan se tornou um dos principais expoentes do chamado funk ousadia, o qual faz referências humorísticas à termos com conotação sexual. Devido ao aumento da popularidade, o artista começou a realizar shows fora da região da grande São Paulo.
Lan lançou dois videoclipes com o produtor KondZilla. O primeiro, em dezembro de 2016, contou com a versão clean das canções "Pararam Pam" e "Aprendestes". Já em 2017, escreveu junto com MC 2R e lançou a canção "Rabetão", que tornou-se a 14ª canção com mais acessos no primeiro semestre do ano de 2017. "Rabetão" também tornou-se a 9ª canção mais ouvida no Spotify brasileiro. Além desta canção, Lan também colocou outras músicas de sua autoria entre as mais executadas do país no Spotify: "Xanaína", "Open the Tcheka", "Sua Amiga eu vou Pegar" e "Grave Faz Bum", sendo as duas últimas na parceria de MC WM. Este sucesso fez o artista assinar contrato com a Warner em junho de 2017, juntamente com outros expoentes do gênero. Em maio de 2019, o cantor é anuciado como novo contratado pela produtora de funk Kondzilla Records.

## Discografia

### Álbuns de estúdio
- Bipolar (2020)

### Singles
- "Rabetão"
- "Grave Faz Bum" (part. MC WM)
- "Open The Tcheka"
- "Cyclonado"
- "Xanaina / Boga na Linguiça / Vem cá Xaninha"
- "Tcheleka"
- "Aprendestes"
- "Fila Indiana Sentou, Próxima Ih Fora"
- "Sua Amiga Vou Pegar e Lararara / É Melhor Sentando" (part. MC WM)
- "Maria Fuzil" (part. MC Pikachu)
- "Primeiramente" (part. MCs Jhowzinho e Kadinho, W1 e Nando DK)
- "Hit dos Hits"(part. Ananda, Kevin o Chris e Ludmilla)
- "Ei gostou, leva pra casa e me adota" (part. MC GW e MC W1)
- "Rave de Favela" (part. Major Lazer e Anitta)

### Videoclipes
- "Pararam Pam Aprendestes" (prod. KondZilla)
- "Rabetão" (prod. KondZilla)
- "Cala boca e me mama"
- "Sua Amiga Vou Pegar" (prod. KondZilla)
- "Grave Faz Bum" (prod. KondZilla)
- "Sapequinha" (part. Lexa)
- "Ei gostou, leva pra casa e me adota" (part. MC GW e MC W1)
- "Rave de Favela" (part. Major Lazer e Anitta)